# 苏联红军票 (中国)
苏联红军票，俗稱紅票，是苏联红军占领中国东北时期发行的一种货币，由苏军随军银行“远东银行”发行。

## 发行历史
1945年8月9日，苏联对日宣战，出兵中国东北、朝鲜半岛、南库页岛、千岛群岛。1945年8月14日，中苏两国全权代表，中华民国外交部长王世杰和苏联外交人民委员莫洛托夫在莫斯科签定《中苏友好同盟条约》时签订《中苏关于此次共同对日作战苏联军队进入中国东三省后苏军总司令与中国行政当局关系之协定》（简称“中苏关于苏军进入东北对日作战后的关系协定”、“中苏友好共同对日作战协定”），全文8条，主要内容为：
1. 苏军进入中国东三省后，在作战地区，苏军总司令掌握有关作战事务的最高权力；
2. 中华民国国民政府派驻苏军总司令部的中国军事代表团，以加强苏军总司令部与中国政府间联系；
3. 肃清日军后，所收复地区由中国政府设行政机构并管理，给予苏军一切协助及支持；
4. 遇有苏军在中国领土内与当地人民发生冲突或犯罪等，中国军民由中国管辖，苏军人员则由苏军总司令部管辖，遇有争执之案件，则由双方协议解决。

1945年8月15日，日本无条件投降。1945年8月24日《中苏友好同盟条约》和“中苏友好共同对日作战协定”同时在重庆互换批准。8月24日，为筹集军费，苏军开始自行印制军用票。
1945年12月11日，也就是苏联红军票发行将近四个月之后，中华民国财政部长俞鸿钧与苏联驻华大使彼得罗夫签订财政协定：
|  | 1. 苏联陆海军部队及其他在中国东三省之经费，苏军司令部照所需数量发行钞票一种，以圆为单位，将与当地货币共同流通，其比价为一比一。中国政府颁发必要之命令，使苏军司令部在东三省所发行之钞票，有法定支付地位。 2. 苏军司令部所发行之钞票，由中国政府收换，中国政府是项开支，将由中国向日本提出要求负担偿还。 |

由此苏联红军票成为中国东北地区的法定流通货币。1945年12月22日国民政府主席东北行营经济委员会主任张嘉璈发布第三号布告，通令各界周知苏联红军票流通。然而苏联红军票发行时并无准备金，加之滥发钞票，造成恶性通货膨胀，苏联红军滥发钞票的行为也被后世学者认为是对东北地区的掠夺。1946年2月，“张莘夫事件”发生后，中国反苏情绪高涨，苏联红军于1946年3月开始撤出中国东北。撤离时，苏联红军没有将红军票的印钞版移交给国民政府，只是告知了发行量为97.25亿元。
1946年8月1日，国民政府主席东北行辕经济委员会突然宣布《百元红军票登记收兑办法》，自1946年8月10日起一百元面值的红军票停止使用；规定长春、沈阳、四平、永吉4市区的红军百元券持有者应在8月10日前，其他各市县在8月20日前将百元钞缴存指定银行或机关申请登记，缴存时准先兑换十分之一东北九省流通券，余数作为无息存款另定兑换日期。一度造成市场混乱。
当时东北的中国共产党统治区，由于担心大量百元红军票从国统区涌入，冲击市场，立即由东北行政委员会宣布从1946年8月7日起，“暂时停用红军百元票，听候处理”。十元以下面额红军票在东北解放区仍准许流通。一切公私收支款项往来一律以东北银行地方流通券为本位币。各级地方民主政府为防止奸商把红军百元票抛向消息闭塞的农村，责令各县民主政府用一切交通工具即时通知各区、村，责令各村、屯长即时鸣锣晓瑜各户不用红军百元票；对于贫苦人民如有在布告之后收到红军百元票者，各级政府得准其向原使用人退回，并退还人民原数货物，以免人民吃亏；各单位机关如有在布告日之前三天内发给薪给制员工薪水为红军百元票者，务必收回，另发能使用之货币。
据国民政府统计，至1946年12月，收回的红军票总面额为21.81亿元。
另外，在仍保有苏联驻军的旅大（今大连），由于通货膨胀，一度实行“粮食工资制”，即按照当月粮食平均价折价发放现钞。1947年5月23日至27日，当局对允许流通的红军票进行加贴小票处理，并限期兑换，防止国统区红军票流入，初步稳定了物价。1948年11月15日，苏军当局又进行了第二次币制改革，收回红军票，改为关东银行发行的关东币，此后物价趋于稳定。
随着国军在东北战场的失败，东北全境完全成为中共统治区。1949年夏，东北行政委员会估计残留于市面的百元红军票约20至30亿元左右。呈请中共中央批准，1949年8月1日东北行政委员会发布了“建银字第二号”布告，民众可于当月将所持的红军票到各地东北银行登记鉴别真伪，一经证明为真红军票即存入银行听候公布兑换比例，实行兑换。截至1949年9月15日东北银行共登记红军票14亿余元。1949年12月7日东北人民政府颁布第1201号布告，限期兑换苏联红军票，红军票1元兑换东北银行地方流通券30元；从12月10日至12月31日由东北银行执行兑换。其后东北人民政府又作出调整，宣布事先没有登记的红军票，只要是真币，也按照标准给予兑换，延长兑换期限至1950年上半年。自此红军票退出历史舞台。

## 面值及图案
苏联红军票分为壹圆、伍圆、拾圆、壹佰圆四种面值。四种钞票正面中央部分均为面值及年份，5元、10元和100元钞票印有编号，面值上方印有“苏联红军司令部”字样，下方印有“为一切支付必使用”字样；钞票反面中央部分也印有面值，面值下方印有“赝造支票以战时法处罚”字样。
在中国东北发行的苏联红军票规格及颜色如下：
| 面值   | 票面图案 | 说明                                 |
| ------ | -------- | ------------------------------------ |
| 壹圆   |          | 绿色背景上蓝色图案，票幅为124x67毫米 |
| 伍圆   |          | 绿色背景上棕色图案，票幅为134x77毫米 |
| 拾圆   |          | 紫色背景上红色图案，票幅为156x83毫米 |
| 壹佰圆 |          | 粉色背景上蓝色图案，票幅为168x94毫米 |